# Spermophilus mohavensis
Spermophilus mohavensis е вид гризач от семейство Катерицови (Sciuridae). Видът е уязвим и сериозно застрашен от изчезване.

## Разпространение и местообитание
Разпространен е в САЩ (Калифорния).
Обитава гористи местности, пустинни области, места с песъчлива почва и храсталаци.

## Описание
На дължина достигат до 15,7 cm, а теглото им е около 213,2 g. Имат телесна температура около 37 °C.
Продължителността им на живот е около 7,8 години. Популацията на вида е намаляваща.